# Wüstems

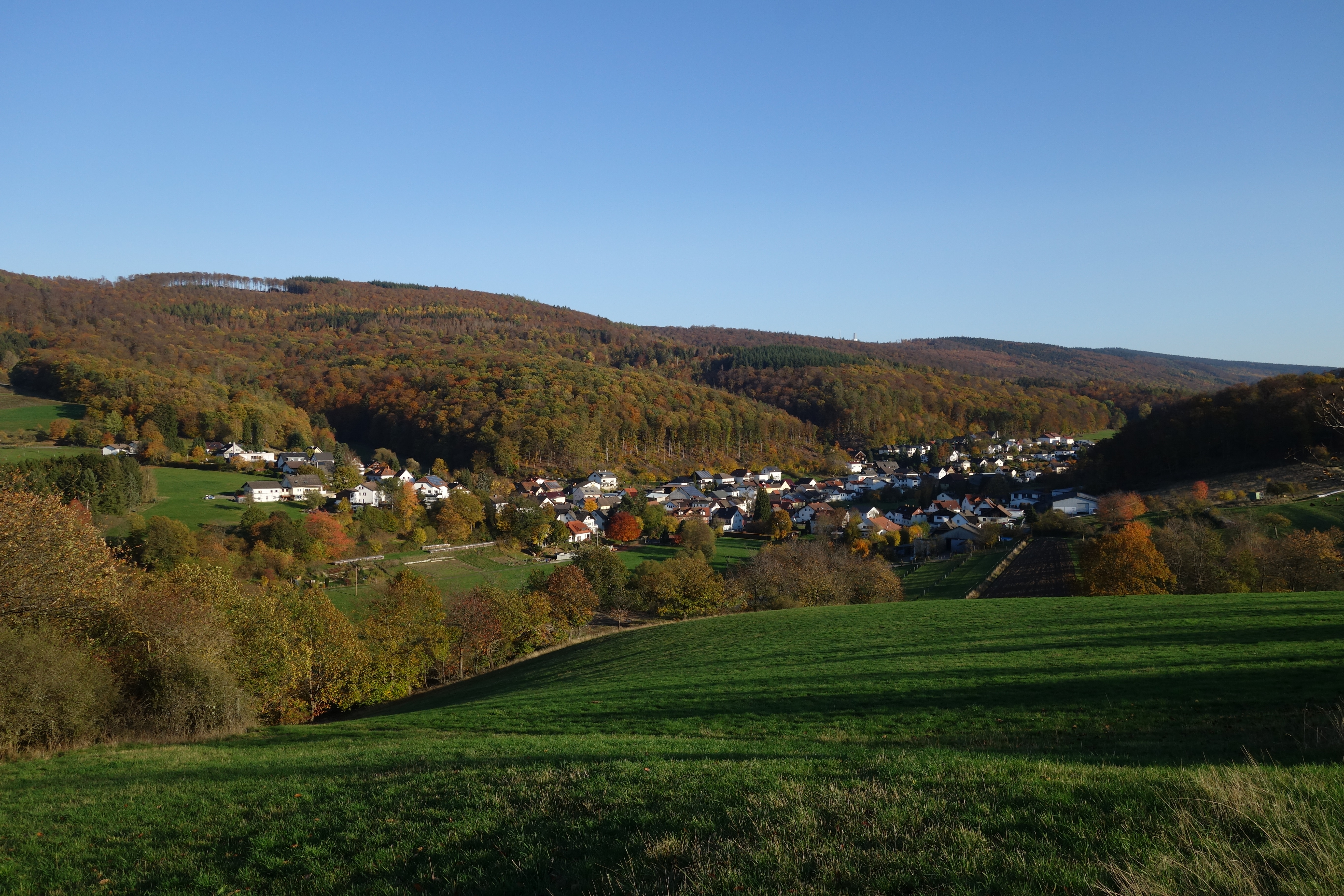
Wüstems von Westen betrachtet.

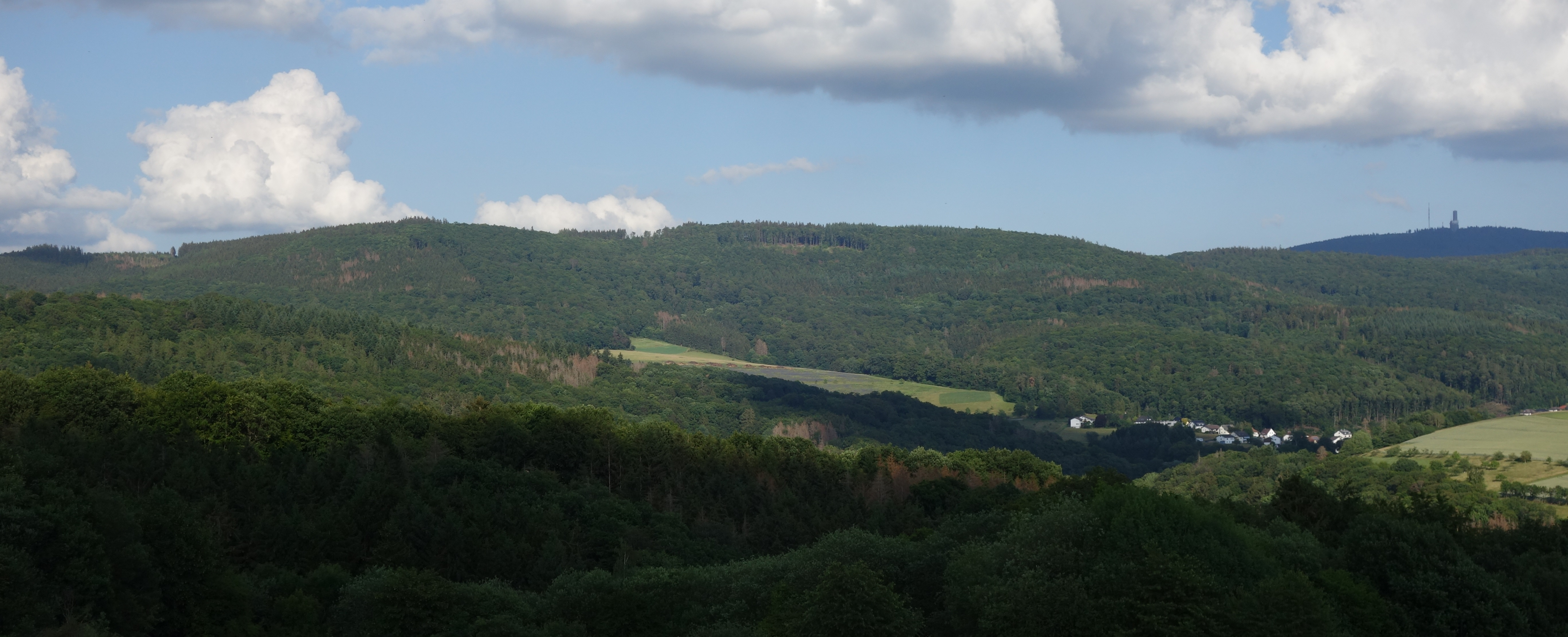
Der Windhain über den Dächern von Wüstems ist mit 629,3 Metern die höchste Erhebung im Rheingau-Taunus-Kreis; im Vordergrund links erhebt sich der 459,1 m hohe Berg Burg, mit dem Ringwall Waldems (Blick von Reinborn, aus Richtung Westen)

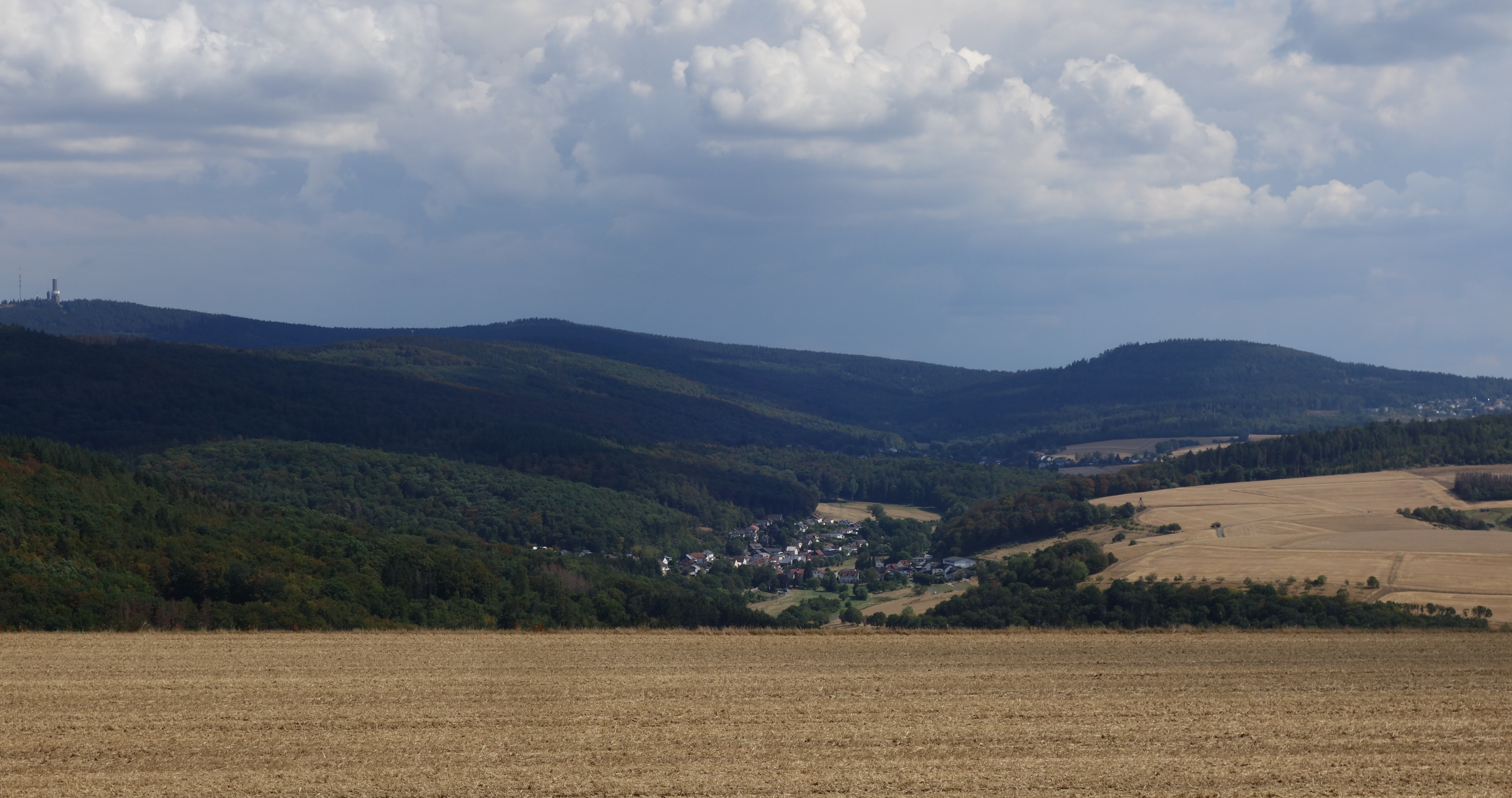
Wüstems von Nordwesten gesehen, umrahmt von den Bergen des Hohen Taunus. Am Horizont von links: Großer und Kleiner Feldberg sowie mittig, unterhalb des Kleinen Feldbergs, Weilsberg mit Nebenkuppe Hühnerberg; rechts der Glaskopf oberhalb der Häuser von Glashütten (rechts) sowie des Nachbarorts Oberems; rechts im Bildmittelgrund der Isberg.

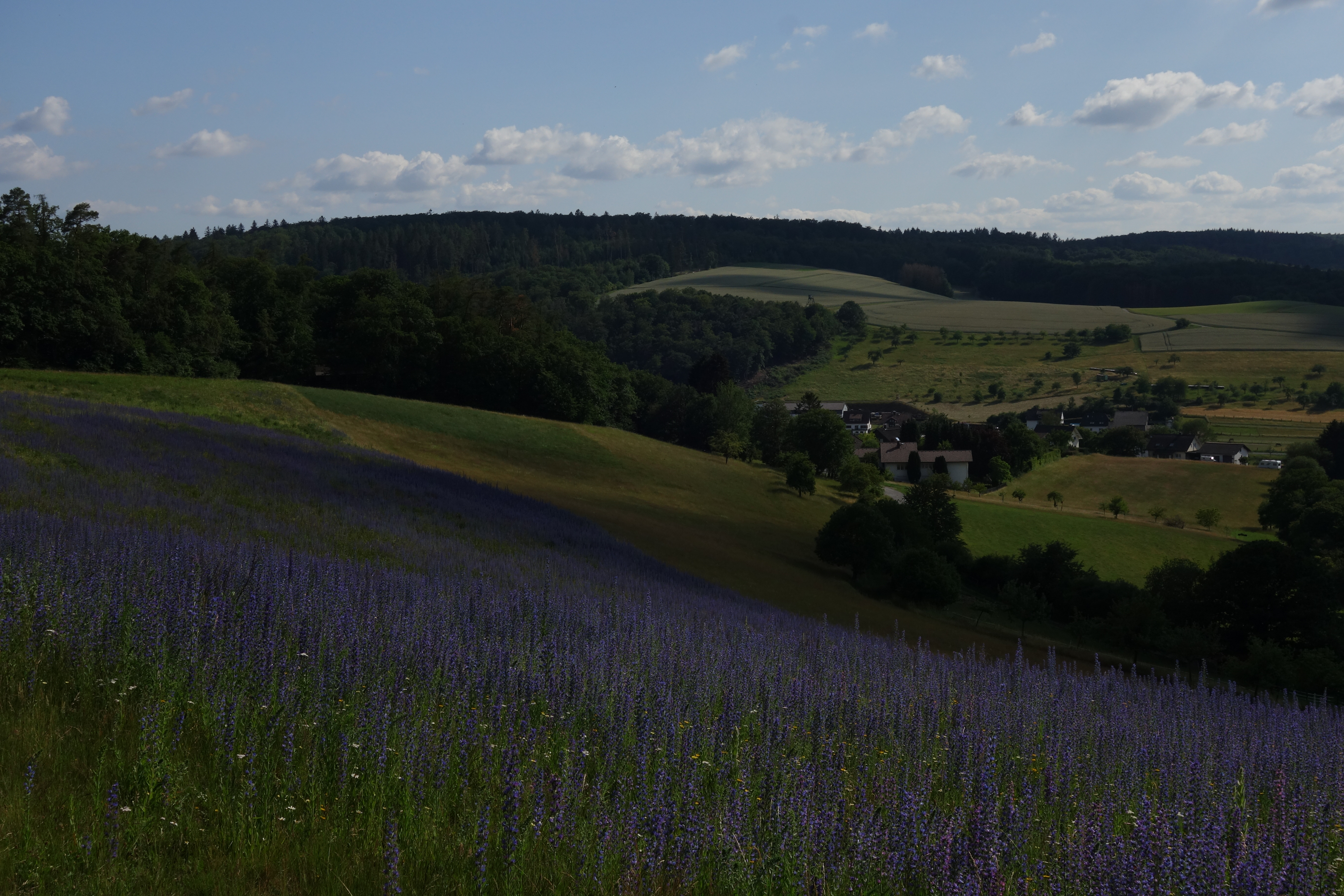
Berg Heißer Kopf aus Richtung Nordost, im Vordergrund wachsen Blaue Natternköpfe.

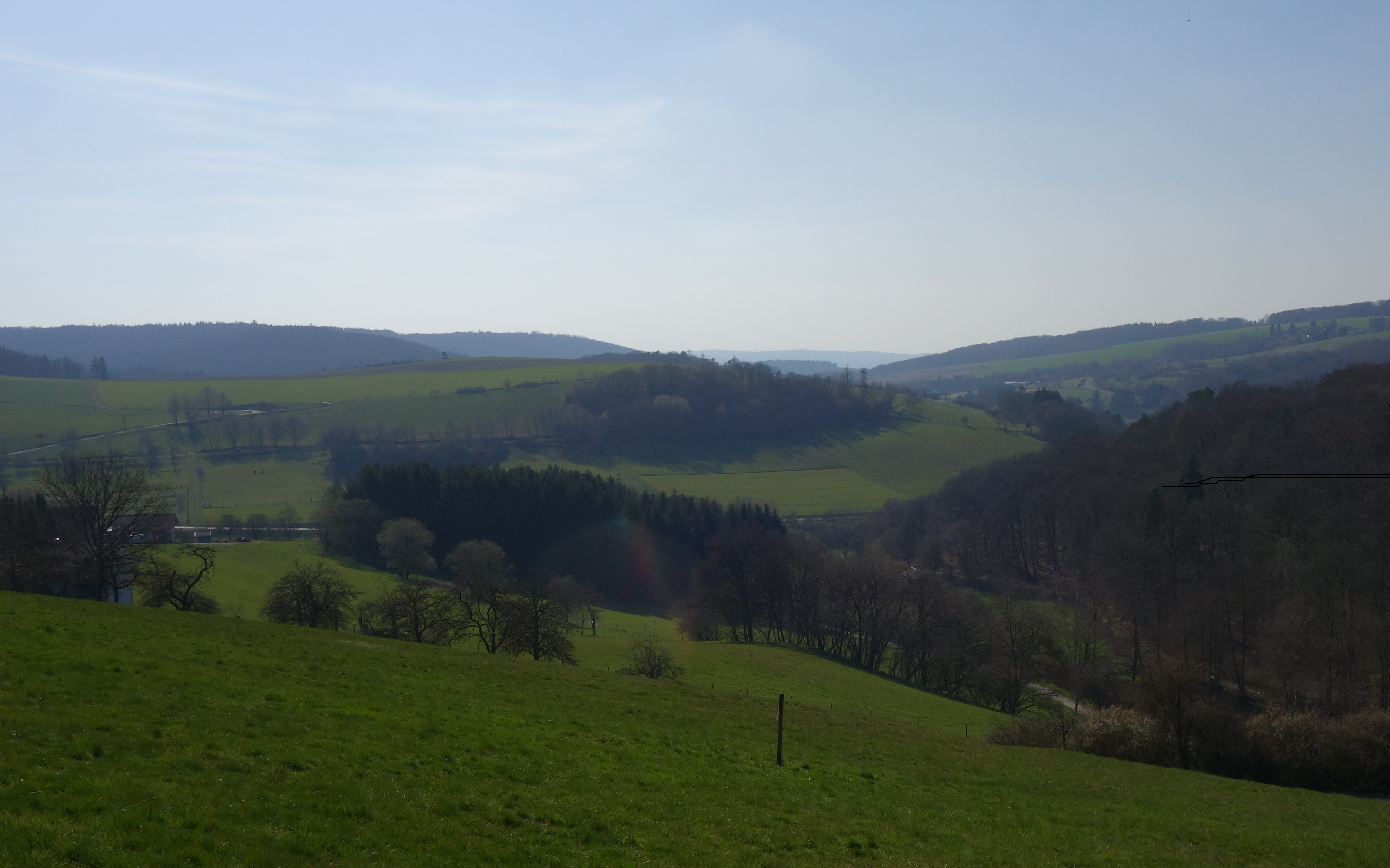
Der Isberg von Osten; nach rechts erhebt sich der Berg Burg.

Wüstems ist ein Ortsteil der Gemeinde Waldems im südhessischen Rheingau-Taunus-Kreis.

## Geografie

### Geografische Lage
Wüstems liegt im östlichen Hintertaunus des Naturparks Rhein-Taunus in einem Tal des Emsbaches. Im Osten bis Nordosten des Ortes erhebt sich der bewaldete Windhain als Teil der Feldberg-Langhals-Pferdskopf-Scholle. Er ist mit 629,3 m Höhe der höchste Berg des Rheingau-Taunus-Kreises. An seinem Fuß, auf rund 400 m Höhe, entspringt der Hasselbach, der nahe der Ortsmitte, bei der Langgasse, in den Emsbach mündet. Im Westen des Dorfes liegt das grasbewachsene, 394,1 m hohe Plateau des Isberges, einer Nebenkuppe des 465,2 m hohen Bergs Heißer Kopf im wiederum Südsüdwesten des Ortes. Im Nordwesten steigt der Berg Burg des Ringwalls Waldems auf 459,1 m, umflossen vom Reichenbach in dessen Westen, sowie dem Furtwiesenbach auf der anderen Seite, die ebenfalls in den Emsbach münden.

### Nachbargemeinden
|                | Reichenbach                                 |            |
| Niederems      | Kompassrose, die auf Nachbargemeinden zeigt | Seelenberg |
| Nieder-Oberrod |                                             | Oberems    |

Im Nordnordwesten von Wüstems befindet sich Reichenbach, im Westen Niederems sowie die dazugehörige Siedlung Reinborn, allesamt Ortsteile von Waldems. Im Osten, bereits jenseits des Windhain, liegt Seelenberg, im Südosten Oberems sowie Nieder-Oberrod im Südwesten, jenseits des Heißen Kopfs.

## Geschichte

### Historische Ortsnamen
Erstmals schriftlich erwähnt wird das Dorf als Woostenemese im Jahre 1274, spätere Quellen nennen den Ort Wosten Emsse (1435), Wustenembß (1566) und Wustenembs (um 1650). Die  nahegelegene Ringwallanlage lässt aber eine Besiedlung im Frühmittelalter vermuten. Der Ortsname besteht aus zwei Teilen, nämlich Wüst von Wüstung und Ems vom namengebenden Bach, der durch das Tal fließt.

### Bevölkerungsentwicklung
Gab es 1566 noch 19 Haushaltungen, sank deren Zahl auf ganze 5 im Jahr 1648, nach Ende des Dreißigjährigen Kriegs. 1821 lebten wieder 103 Menschen in Wüstems, seinerzeit Teil des Herzogtums Nassau. Im Zuge der Industrialisierung wuchs auch die Wüstemser Einwohnerzahl rasant. Im Jahr 1885 bewohnten bereits 183 Menschen, allesamt evangelisch, das nunmehr preußische Dorf. Von den damals verzeichneten 440 Hektar Fläche entfiel ein Fünftel auf Acker, siebeneinhalb Prozent auf Wiesen sowie fast 70 Prozent auf Holzungen.
Im Jahr 1905 hatte Wüstems bereits 193 Einwohner, eine Größenordnung, die auch nach dem Ersten Weltkrieg Bestand haben sollte. Nachdem bei Ausbruch des Zweiten Weltkriegs 177 Menschen in Wüstems gelebt hatten, waren es 1946 nunmehr schlagartig 258. Von den 246 für 1961 verzeichneten  Bürgern gehörten 11 Prozent dem katholischen und 86 Prozent dem evangelischen Glauben an.

### Eingemeindung
Im Zuge der Gebietsreform in Hessen wurde die Gemeinde Wüstems am 1. August 1972 durch Gesetz mit fünf Nachbargemeinden aus dem Untertaunuskreis und dem Landkreis Usingen zur neuen Gemeinde Waldems zusammengeschlossen. Wie für jeden Ortsteil wurde durch die Hauptsatzung auch für Wüstems ein Ortsbezirk mit Ortsbeirat und Ortsvorsteher eingerichtet.

## Kulturdenkmäler

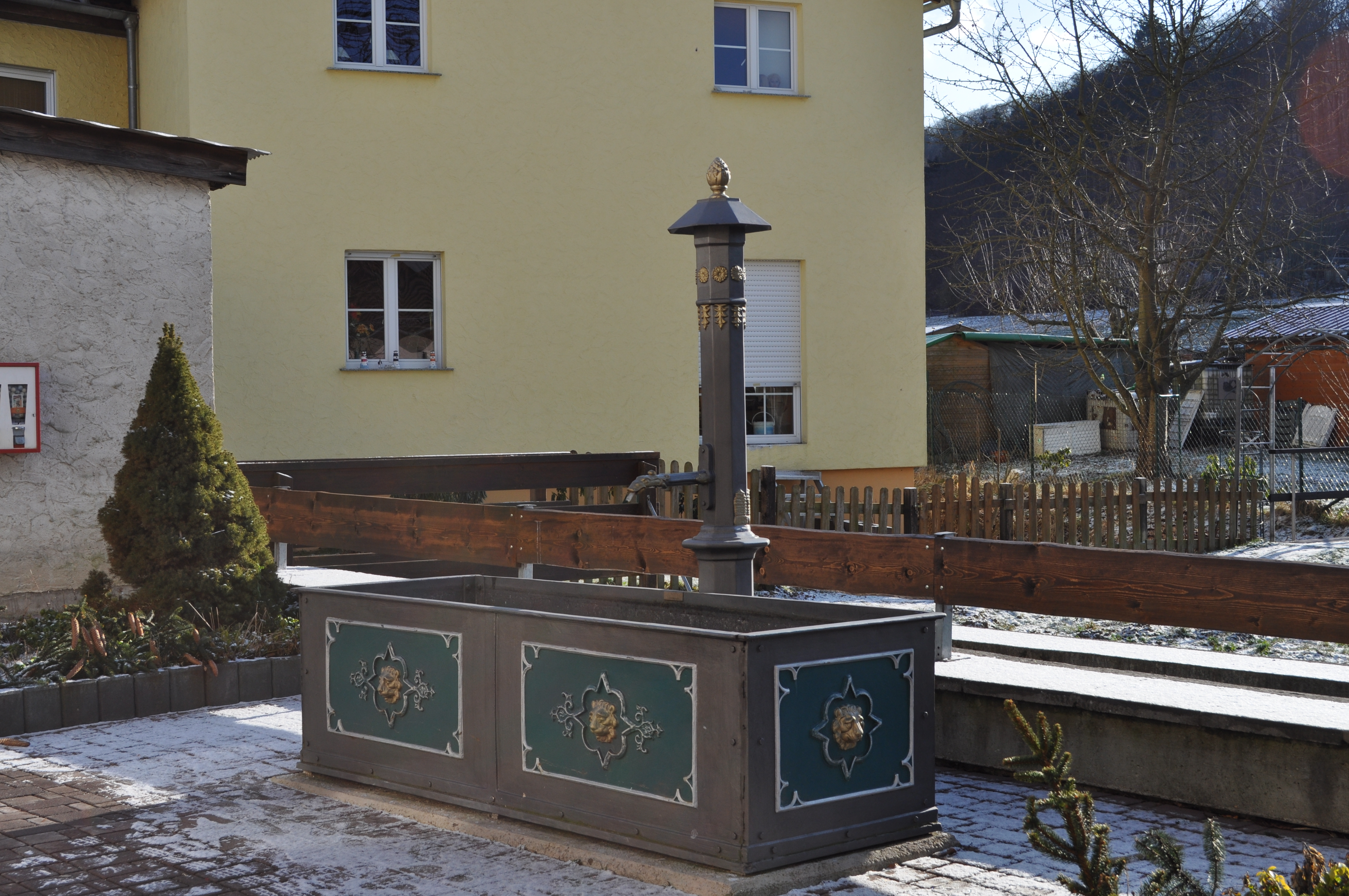
Gusseiserner Laufbrunnen in der Langgasse

In der Langgasse, die als Hauptstraße den Ort durchquert, befindet sich ein gusseiserner Laufbrunnen, ähnlich wie in vielen anderen Gemeinden im Hintertaunus.
Das alte Schulhaus wird nicht mehr für Unterricht genutzt. Grundschulkinder aus dem Einzugsbereich von Wüstems (wie auch der benachbarten Ortsteile Steinfischbach, Reichenbach und Niederems) besuchen die Grundschule am Sommerberg in Riedelbach.

## Sport und Vereine
1935 wurde der Verein Freiwillige Feuerwehr Wüstems gegründet, ein Jahr nach der Wehr im Nachbarort Niederems. 1973 wurde Kurt Diehl aus Wüstems zum ersten Ortsbrandmeister der neugegründeten Großgemeinde Waldems gewählt. Im Herbst 2019 entschied das Land Hessen, den 300.000 Euro teuren Neubau des Feuerwehrhauses mit 76.500 Euro zu bezuschussen. Aktuell verfügen die Brandschützer über ein Tragkraftspritzenfahrzeug mit Wasser. Eine Unterabteilung der Freiwilligen Feuerwehr ist der Carneval-Club Wüstems, der alljährlich Fastnachtssitzungen in der Emstalhalle ausrichtet.
Seit 1982 besteht der Judo-, Jiu Jitsu und Turn-Verein Bushido Wüstems. 2019 gewann Lea Körber, eine Jugendliche von Bushido Wüstems, in der Altersklasse U16 in der Gewichtsklasse bis 48 Kilogramm den Jiu Jitsu-Weltmeistertitel auf Kreta.

## Verkehr und Infrastruktur
Durch den Ort verläuft die Landesstraße 3450, deren Zustand der SPD-Landtagsabgeordnete Marius Weiß als „in einem teils desaströsen Zustand“" kritisiert.
Wüstems liegt im Tarif-Gebiet des Rhein-Main-Verkehrsverbunds. Es verkehren Omnibusse der HLB-Linie 81 (nach Rod an der Weil beziehungsweise Königstein in jeweils einer halben Stunde Fahrzeit) sowie der RTV-Linie 231 (von und nach Idstein in 20 Minuten), zudem gibt es Sammeltaxis.

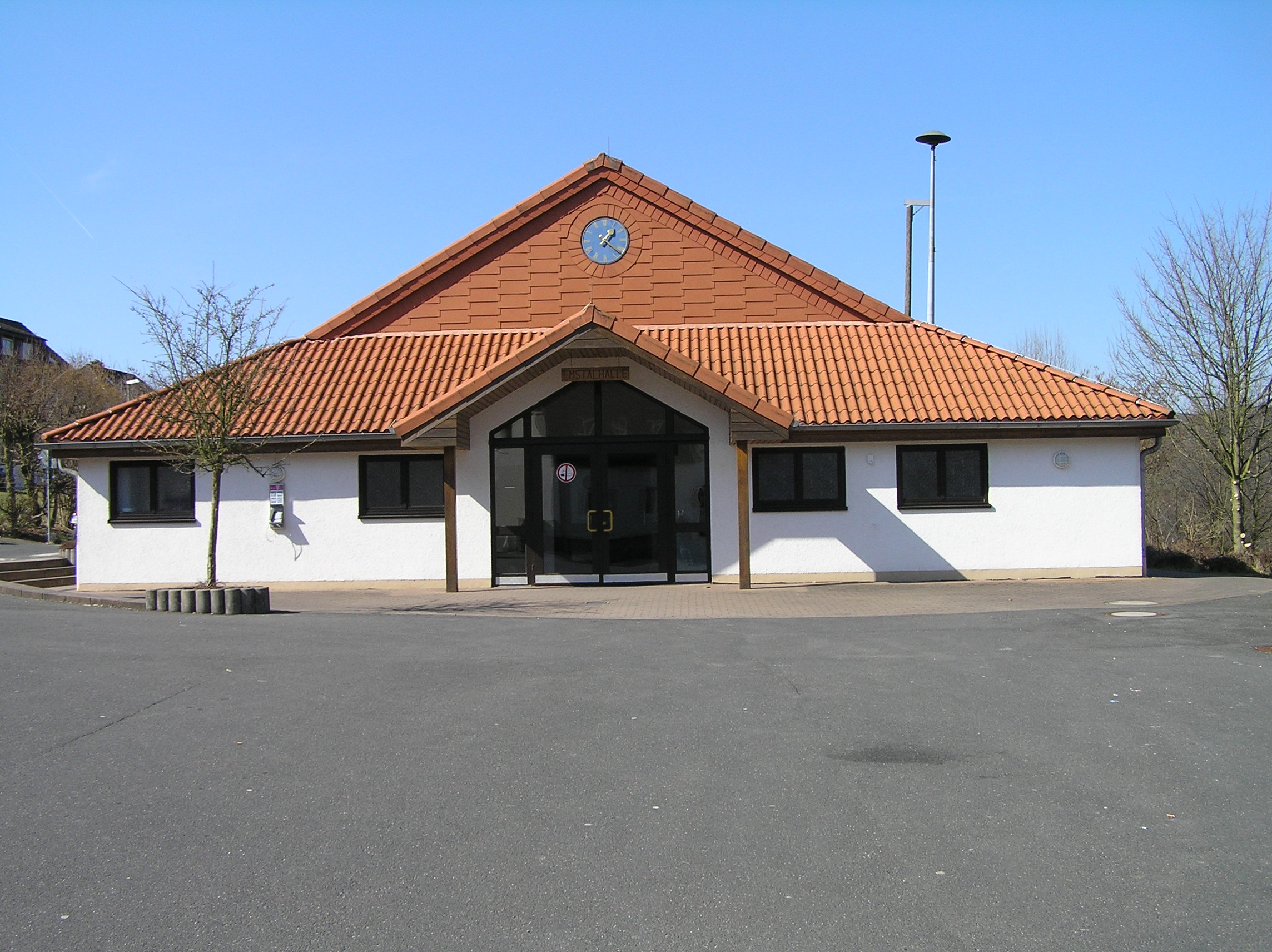
Wüstems Emstalhalle

Für Veranstaltungen im Ort, aber etwa auch als Wahllokal, dient die Emstalhalle am westlichen Ortsausgang, die bei regulärer Bestuhlung fast 200 Sitzplätze bietet. Ein Nebengebäude der Emstalhalle dient der Freiwilligen Feuerwehr Wüstems als Feuerwache samt Fahrzeug- und Geräteunterbringung.
Es gibt in Wüstems keine regulären Einkaufsgeschäfte, jedoch liefert zwei Mal pro Woche ein Bäckereifahrzeug aus Esch, zudem gibt es freitags Direktverkauf von Lamm- und Molkerei-Produkten.